# 平頭沙塘鱧
平頭塘鱧（學名：Odontobutis platycephala）為辐鳍鱼纲虾虎鱼目塘鱧科沙塘鱧屬的一種魚類，該物種分布於韓國，體長可達20公分，棲息於淡水流域中，生活習性不明。